# Diriliş: Ertuğrul
Diriliş: Ertuğrul (em Inglês: Resurrection: Ertuğrul; em português: O Grande Guerreiro Otomano) é uma série de televisão de aventura histórica turca  criada por Mehmet Bozdağ, estrelado por Engin Altan Düzyatan no papel principal homônimo. É filmado na vila de Riva, em Beykoz (Istambul), na Turquia, e estreou no canal da TRT 1, na Turquia, em 10 de dezembro de 2014. O enredo é baseado na história dos muçulmanos turcos Oghuzes e tem lugar no séc. XIII. Centra-se em torno da vida de Ertuğrul (1198-1281), que foi um líder dos cais (kayı boyu), uma tribo de turcos oguzes originários do norte do Irão. Foi ele também o pai de Osmã I, que viria a ser o fundador do Império Otomano. Seus outros dois filhos foram: Gündüz Alp, Savcı Bey (Saru Yati).

## Primeira temporada
Em resposta às invasões mongóis, as tribos turcas fogem da Ásia Central e de mais outros lugares. Uma dessas, a tribo Kayi, dos turcos de Oghuz, se estabelece na Anatólia com duas mil grandes tendas nômades. Depois de passar por um período difícil de fome, eles decidem migrar para um lugar melhor, onde poderiam começar uma nova vida. Salomão Xá (Serdar Gökhan) é o líder da tribo Kayi. Salomão Xá tem quatro filhos, Gündoğdu,  Sungurtekin, Ertuğrul e o mais novo Dündar Bey (em torno de 1210-1298). O segundo irmão, Sungurtekin, foi capturado pelos mongóis e estava desaparecido, supostamente morto, entretanto sua mãe Hayme Hatun Turbesi (Mãe Hayme) (1176-1233 (57) não acredita em sua suposta morte. Seus dois filhos, Gündoğdu e Ertuğrul, são leais a ele e participam dos assuntos tribais. Dündar Bey ainda não era maior de idade e não tinha direito à participação plena em assuntos tribais.
Ertuğrul (Engin Altan Düzyatan), um filho mais novo de Salomão Xá, costuma caçar com seus três inseparáveis e íntimos amigos (Bamsi, Dogan e Turgut). Durante uma caçada eles dão de cara com o transporte de três prisioneiros condenados pelos Cavaleiros Templários. Ertuğrul e seus amigos matam os cavaleiros e salvam as vidas dos três prisioneiros que seriam executados; uma jovem chamada Halime (Esra Bilgiç), seu pai e seu irmão.
Sem conhecer a verdadeira identidade dos prisioneiros resgatados (que pertencem a uma família nobre do Império Seljúcida), Ertuğrul e seus amigos os levam ao grupo nômade. O medo de ser pego novamente leva Halime e sua família a não revelar sua verdadeira identidade.
A chegada de Halime e sua família provoca uma série de dificuldades para a tribo Kayi. O Império Seljuk ameaça a guerra se a família não retornar, e os Cavaleiros Templários buscam vingança pelo resgate. Essas ameaças fazem com que alguns nômades culpem Salomão Xá pela liderança fraca em não evitar esses problemas. A agitação do grupo serve a ambição de Kurdoğlu, um irmão jurado de Salomão Xá. O desejo de Kurdoğlu era o de destituir Salomão Xá e tornar-se o líder da tribo Kayi.
Buscando resolver a agitação, Salomão Xá envia Ertuğrul em uma missão para encontrar um novo lugar para o grupo nômade se estabelecer. Ele envia especificamente Ertuğrul e seus três amigos para Aleppo para estabelecer um acordo com o sultão; um evento que desencadeia uma cadeia de eventos que finalmente levariam à fundação do Império Otomano.

## Segunda temporada

O livro da Ressurreição Artegrel.

O logotipo da tribo Kayi

O novo logotipo T-R-T-1 (Turco : TRT1), o primeiro canal oficial da Turquia. O canal foi criado em 31 de janeiro de 1968 e permaneceu como o único canal na Turquia até 5 de setembro de 1986, quando os testes do segundo canal começaram o TRT 2

Na segunda temporada, Ertuğrul é capturado pelos mongóis, liderados por Baycu Noyan (ou Baiju). Enquanto isso, a tribo Kayi liderada por Hayme Hatun Turbesi procura refúgio junto à Dodurga, uma importante cidade, disputada por senhores dinamarqueses , mongóis. e turcos seljúcidas e que controlava a rota comercial entre as cidades de İskilip  e Osmancık. Dorduga era então liderada por Korkut Bey, irmão de Hayme Hatun Turbesi. A fuga de Ertuğrul dos mongóis e o subsequente retorno à sua tribo cria conflitos internos entre ele e seu primo Tugtekin, a mais alta autoridade de Dodurga. Enquanto isso, Aytolun Hatun (Evrim Solmaz), a segunda mulher de Korkut Bey, senhor de Dorduga, conspira secretamente com o Emir Sadeddin Köpek (Sa'd al-Din Köpek) (árabe: سعد الدين كوبك بن محمد‎, Sa’d al-Dīn Kobek bin Muhammad (?-1239), para ajudar seu irmão Gümüştekin a subir de posto. A tensão é ainda maior com a chegada de Sungurtekin, o irmão perdido há muito tempo de Ertuğrul. Depois de derrotar Gümüştekin e Noyan,  a tribo está dividida entre se unir a Ertuğrul na fronteira ocidental da Anatólia, ou ficar com Gündoğdu e Sungurtekin, seus irmãos. No final, Ertuğrul, e o irmão mais novo Dündar Bey, Halime Sultão e sua mãe Hayme Hatun Turbesi, juntamente com outras 400 pessoas, viajam para o extremo oeste da Anatólia, deixando para trás o resto da tribo Kayi.

## Terceira temporada
Na terceira temporada, Ertuğrul lida com a tribo Cavdar, a tribo mais poderosa da região ocidental da Anatólia. Liderados por Candar Bey e seus filhos Ural, Aslihan e Aliyar, os Cavdars são muito habilidosos no comércio. No entanto, Ural é desonesto, engana seu pai e tem pretensões de substitui-lo. Após a conquista do Mercado Hanli por Ertuğrul, Ural Bey é condenado à morte por sua trama e participação na destruição da caravana de mercadorias, por matar os Alpes de Ertuğrul e o governador bizantino de Karacahisar (Tekfur de Karacahisar). Com a ajuda do Emir Sadettin Kopek, Ural é libertado e procura ajuda de Vasiliyus, o novo governante de Karacahisar, que trama uma guerra sangrenta contra os turcos. Ural mata Dogan. Uma aliança entre Ertuğrul (Kayis) e Aliyar Bey (Cavdars) derrotam Ural e Vasiliyus, mas Aliyar Bey morre em uma batalha. Para fortalecer seus laços com os Cavdars, Ertuğrul pede que Turgut se case com Aslihan, que aceita. Ertuğrul também recebe o título de Uc Bey, do Sultão Aladino I Caicobado, o Grande (1221-1237), que irrita Sadettin Kopek, que promete destruir Ertuğrul. Junto com o novo comandante de Karacahisar, Ares, Kopek tramam uma armadilha para Ertuğrul e aparentemente o matam no final da temporada.

## Quarta temporada
Na quarta temporada, os Kayilar lamentam a morte de Ertuğrul. Aslihan lida com a chegada de Bahadir Bey, seu tio que procura seu beylik. Enquanto isso, Ertuğrul está realmente vivo e capturado por um comerciante de escravos. Dundar se torna o bey dos Kayilar e tenta vender Hanli Bazar e voltar para a tribo de Gundogdu, mas é interrompido pelo aparecimento de Ertuğrul. Ertuğrul expulsa Dundar e recupera Hanli Bazar e declara guerra aos bizantinos depois que seu filho Gunduz é sequestrado por Ares. Após a traição de Bahadir Bey, Ertuğrul o executa e conquista Karacahisar, deixando Ares para fugir. A conquista de Karacahisar leva Ertuğrul a fazer um movimento contra Kopek, cuja traição ameaça o Estado seljúcida. Após uma emboscada fracassada, Ertuğrul captura Ares e promete libertá-lo se ele confessar ao sultão sobre os erros de Kopek. O plano quase funciona, no entanto, Kopek é salvo por Mahperi Hatun, esposa do sultão Aladino I Caicobado, o Grande (1220-1237), que pretende fazer seu filho mais velho Giyaseddin o sultão. Kopek é exilado e, depois deErtugrul libertar Ares, envia seus homens contra este. Ares é salvo quando Ertuğrul aparece. Ele se converter ao Islã e se torna Ahmet, servindo, a partir daí, como espião para Ertuğrul. Kopek aproveita o acontecimento para interpretar mal este ataque e o sultão pede uma reunião com Ertuğrul, que explica tudo a ele. No entanto, o sultão é envenenado neste encontro por Kopek, e morre nas mãos de Ertuğrul. Giyaseddin se torna o novo Sultão, como Gıyâseddin Keyhüsrev II]] (1237-1246) e aprisiona Ertuğrul até que Ibn Arabi o resgata. Enquanto isso, Gunalp Bey, filho adotivo de Kopek, captura os alpes de Karacahisar e Ertuğrul e tenta executá-los, apenas para ser parado por Ertuğrul. Ertuğrul tenta convencer Gunalp dos erros cometidos por Kopek, mas falha. Kopek mata Kilic Arslan, irmão de Giyaseddin e toma o poder no palácio. Giyaseddin emite uma ordem de execução para Kopek, que agora tem poder suficiente para se tornar o sultão.

### Final da quarta temporada
Com a ajuda de Sungurtekin e Husamettin Karaca, Ertuğrul executa Kopek em um confronto épico. As festas começam, mas são interrompidas com a morte de Halime após o nascimento de Osman. Os mongóis começam a atacar Anatólia e Ogedei Han envia Baycu Noyan, de volta dos mortos, como enviado aos Seljúcidas. Noyan e Ertuğrul se unem para entregar um tratado de paz, mas ele é quebrado quando Ogedei morre. A irmã de Noyan, Alangoya, se infiltra na tribo Kayi e causa o caos, apenas para ser morta por Hayme Hatun Turbesi. Noyan faz movimentações na Anatólia, e os Kayilar se mudam para Sogut.

## Quinta temporada
A quinta temporada ocorre 10 anos após a Batalha de Kose Dag, onde os mongóis assumiram o Estado Seljúcida. A chegada dos novos coletores de impostos, o Umuroğulları, perturba o equilíbrio da Sogut. A filha de Umur Begue, fundador do Principado Umuroğulları, Ilbilge Hatun, chama a atenção com suas atitudes corajosas e rivais, ela gerencia o Umuroğulları e se infiltra na tribo Kayi para obter informações sobre Ertuğrul e se apaixona por ele. Enquanto isso, o comandante Dragos, um guerreiro bizantino desonrado, procura conquistar Sogut. Ele mata Umur Begue e enquadra Gunduz Alp, colocando duas tribos umas contra as outras. A presença de Emir Bahattin'e Haddini Bildirmesi serve para interromper os planos de Ertuğrul contra os mongóis. Após a absolvição de Gunduz depois que a verdade sobre Dragos é revelada, Beybolat Bey chega. Como o filho de Umur Begue e Bey do Umuroğlu após a morte de seu pai, ele é um assassino seljúcida que trabalha com os mongóis para acabar com a rebelião das Tribos Oğuz, sob um nome falso Albaşti. Os irmãos de Ertuğrul estão fugindo de Albasti e se escondendo nas montanhas. Beybolat procura casar Ilbilge com Bahattin, mas seus planos são arruinados quando Ertuğrul pede casamento, e ela aceita. Ertuğrul invade os mongóis e rouba o ouro dos impostos para começar uma guerra enorme. Isto leva à morte do Emir Bahattin com Albasti e Dragos ainda em liberdade. Ertuğrul sobrevive a uma tentativa de assassinato quando Zangoc (o verdadeiro Dragos) o salva das flechas do assassino. Ertuğrul agora suspeita que Zangoc seja Dragos e tarefas Mergen para rastreá-lo. Hulagu Han envia o Comandante Alincak e Subutay para atacar a tribo Kayi. Eles capturam a família, fazem Beybolat, o uc bey, Artuk Bey, o novo bey dos Kayilar, e comandam Ertuğrul para entregar o baú, ou então eles tomam a vida de Osman. Ertuğrul se recusa a entregar o baú, alia-se a Dragos e ao Castelo Lefke, e realiza tarefas para Ilbilge Hatun com espionagem para ele na tribo. Sirma Hatun se torna o chefe dos Kayi, irritando Selcan que luta e a agride. Salomão é preso por Beybolat por falar contra seu beylik, mas escapa e corre para se juntar a seu pai e tios. Ertuğrul e seus alps interceptam uma mensagem de Hulagu Han e a mudam, salvando o castelo de Lefke de ser conquistado. Ertuğrul descobre a localização de seu filho ouvindo um encontro entre Uranos e Alincak e evita que ele se torne escravo mongol.

## Episódios
| Temporada | Temporada | Episódios | Exibição original      | Exibição original   |
| Temporada | Temporada | Episódios | Primeira exibição      | Última transmissão  |
| --------- | --------- | --------- | ---------------------- | ------------------- |
|           | 1         | 26        | 10 de dezembro de 2014 | 17 de junho de 2015 |
|           | 2         | 35        | 30 de setembro de 2015 | 8 de junho de 2016  |
|           | 3         | 30        | 26 de outubro de 2016  | 14 de junho de 2017 |
|           | 4         | 30        | 25 de outubro de 2017  | 6 de junho de 2018  |
|           | 5         | 29        | 7 de novembro de 2018  | 29 de maio de 2019  |

## Elenco e personagens
| Ator/atriz                                                       | Personagem                              | Descrição |
| ---------------------------------------------------------------- | --------------------------------------- | --- |
| Engin Altan Düzyatan                                             | Ertuğrul Gazi                           | O pai de Gündüz Alp, Savci Bey e Osman Gazi I, fundador do Império Otomano. Terceiro filho de Suleyman Shah e Hayme Hatun. Após a morte de seu pai, ele levou uma parte da tribo para as fronteiras ocidentais do Sultanato Seljúcida de Rum e estabeleceu-se como o bei de sua própria tribo Kayi. Mais tarde, tornou-se um agente sênior do sultão Alaeddin Kayqubad I. Conquistou Hanli Pazar (mercado público) e ganhou o título de "Uç Bey" (margrave ou Principality Bey) do principado mais ocidental do sultanato. Como Uç Bey, ele conquistou o Castelo de Karaçahisar. |
| Serdar Gökhan                                                    | Suleyman Shah                           | Líder da tribo Kayi e pai de Ertuğrul, Gündoğdu, Sungurtekin e Dündar, avô de Osman Gazi I. Sogro de Halime Hatun e Selcan Hatun. |
| Hülya Korel Darcan                                               | Hayme Hatun                             | Mãe de Ertuğrul, Gündoğdu, Sungurtekin e Dündar. Esposa de Suleyman Shah e avó de Osman Gazi I. Sogra de Halime Hatun, Selcan Hatun e Gokce Hatun. |
| Kaan Taşaner                                                     | Gündoğdu Bey                            | Filho mais velho de Suleyman Shah e irmão mais velho de Ertuğrul. Conduziu o resto da tribo Kayi que não queria ir com Ertuğrul para as fronteiras ocidentais. Mais tarde, rebelam-se contra os mongóis e o Estado de Seljuk e escapam com o segundo ramo da tribo Kayi para se unir a Ertugrul em Sogut, juntamente com seus irmãos Selcan e dois filhos, Suleyman e Iltekin. |
| Esra Bilgiç Töre                                                 | Halime Hatun                            | Esposa de Ertuğrul e mãe de Gündüz Alp, Savci Bey e Osman Gazi I, fundador do Império Otomano. Ela é filha de Shahzade Numan, membro da família real e irmão do sultão Alaeddin Kayqubad I, do Sultanato Seljúcida de Rumi. Ela se tornou a diretora da tribo Kayi depois que Ertuğrul se tornou o líder dos Kayi. Ela lutou contra muitos inimigos junto com o marido. Muito leal ao marido e sua causa. Em um afastamento da história real, no show ela morre no final da quarta temporada logo após o nascimento de Osman.                                                    |
| Arda Anarat (Temporada 1-2) & Batuhan Karacakaya (Temporada 3-4) | Dündar Bey                              | Filho mais novo de Suleyman Shah, irmão mais novo de Ertuğrul, e o tio paterno de Osman Gazi I. Embora seja muito amoroso e leal a Ertuğrul e sua família, ele é influenciado pela influência dos outros e toma decisões erradas, devido à sua ingenuidade. . |
| Yaman Tumen (Temporada 3-4) & Arif Diren (Temporada 5)           | Gündüz Alp                              | Filho mais velho de Ertuğrul Gazi e Halime Hatun. Irmão de Savcı Bey e Osman Gazi I, fundador do Império Otomano. |
| Kerem Bekişoğlu                                                  | Savcı Bey                               | Segundo filho de Ertuğrul Gazi e Halime Hatun. Irmão de Gündüz Alp e Osman Gazi. Ele está interessado em ciência ao invés de ser um Alp. Ele acredita que o Estado deve ser governado não pela espada, mas pelo conhecimento e razão. Ele passa muito tempo com Artuk Bey por seu interesse em ciência. |
| Emre Üçtepe                                                      | Osman Gazi                              | Filho mais novo de Ertuğrul Gazi e Halime Hatun. Irmão de Gündüz Alp e Savcı Bey. Apesar de sua tenra idade, ele é separado de seus pares com sua inteligência e coragem. Ele é uma criança radical e assertiva. O olho de Osman está constantemente no mundo exterior. Ele é curioso e não tem atitude em nenhum caso. Ertugrul conhece bem seu personagem e tenta controlá-lo. |
| Barış Bağcı                                                      | Bayju Noyan                             | Um dos comandantes dos mongóis, nomeado por Ögedei Khan para expandir o poder mongol na Anatólia. Mais tarde é morto por Hulagu Han |
| Gönül Nagiyeva                                                   | Alangoya or Almıla                      | Alangoya é a irmã de Noyan e serve-o. Almıla é o nome que ela usa para enganar Ertuğrul e se infiltrar na tribo Kayi. |
| Hüseyin Özay                                                     | Korkut Bey                              | Líder da tribo Dodurga e irmão mais velho de Hayme Hatun. |
| Uğur Güneş                                                       | Tuğtekin Bey                            | Filho de Korkut Bey. Chefe Alp da tribo Dodurga, tornou-se o próximo líder da tribo Dodurga após a morte de seu pai. Primeiro primo de Ertuğrul e seus irmãos. |
| Kaptan Gürman                                                    | Geyikli Dervish                         | Vive na floresta. Ajuda Ertuğrul em sua busca. |
| Osman Soykut                                                     | Ibn Arabi                               | Sufista andaluz místico e líder espiritual do Oriente. Ajuda Ertuğrul e seus amigos. |
| Murat Garipağaoğlu                                               | Sa'd al-Din Köpek / Emir Sadettin Köpek | Um importante administrador da corte seljúcida e ministro do sultão Alaeddin Kayqubad I. Um adversário consistente de Ertuğrul, seu único motivo é tomar o poder total e o controle do Império Seljúcico por si mesmo. |
| Cengiz Coşkun                                                    | Turgut Alp / Turgut Alp/Bey             | Um dos três Alpes de Ertuğrul, junto com Bamsi Beyrek e Dogan Alp, que eram irmãos de sangue com ele. Luta com um machado ao invés de uma espada tradicional. Mais tarde tornou-se o chefe Alp da tribo Kayi, e depois se tornou o líder da tribo Cavdar. |
| Hande Subaşı                                                     | Aykız                                   | Amor de infância e primeira esposa de Turgut Alp e filha espiritual de Hayme Hatun. Assassinado em um ataque mongol contra a tribo Kayi. |
| Didem Balçın                                                     | Selcan Hatun                            | Esposa de Gündoğdu e nora de Hayme Hatun e Suleyman Shah. Irmã mais velha de Gökçe. |
| Burcu Kıratlı                                                    | Gökçe                                   | Irmã mais nova de Selcan Hatun. Ela tem um amor não correspondido por Ertuğrul. Mais tarde torna-se esposa de Tuğtekin, Bey da tribo Dodurga. |
| Diler Ozturk                                                     | Alptekin                                | Pai de Selcan Hatun e Gökçe. Ele liderou uma rebelião na tribo Kayi contra Suleyman Shah, que o matou antes do início da série. Ele só é visto quando Selcan Hatun tem uma visão dele. |
| Eren Sakcı                                                       | Efrasiyab                               | Comerciante iraniano. Secretamente cooperando com Noyan. |
| Mehmet Çevik                                                     | Deli Demir                              | O ferreiro da tribo Kayi. Um bom e leal amigo de Suleyman Shah. Pai de Aykız. Ele tem uma personalidade forte. |
| Hakan Vanlı                                                      | Kurdoğlu Bey                            | Irmão jurado de Suleyman Shah e líder de muitas famílias nômades da tribo Kayi. Secretamente trama com noites templárias para se tornar o líder da tribo Kayi. |
| Celal Al                                                         | Abdur Rahman Alp                        | Leal Alp de Ertuğrul. Chefe de guarda de Hayme Hatun e bons amigos de Turgut Alp, Doğan Alp e Bamsi Beyrek. |
| Nurettin Sönmez                                                  | Bamsi Beyrek                            | Um dos três Alpes de Ertuğrul, junto com Turgut Alp e Dogan Alp, que eram irmãos de sangue com ele. Muito leal e de bom coração. Um pouco de pensamento lento e propenso a desabafos emocionais. Luta com duas espadas. |
| Cavit Çetin Güner                                                | Doğan Alp                               | Um dos três Alpes de Ertuğrul, junto com Turgut Alp e Bamsi Beyrek que são irmãos de sangue com ele. Mais tarde é morto por Vasilius e Ural e tem um filho chamado Dogan. |
| Turgut Tunçalp                                                   | Afşin Bey                               | Comandante leal do sultanato seljúcida do rum, ele está freqüentemente realizando missões secretas para o Estado. |
| Sedat Savtak                                                     | Shahzade Numan                          | Príncipe exilado do sultanato seljúcida de rum. Pai de Halime Hatun e Shahzade Yiğit. Irmão do Sultão Alaeddin Kayqubad I |
| Levent Öktem                                                     | Petruccio Manzini, Üstad-ı Azam         | Cavaleiros Templários Grande Vizir do Conselho da Ordem. Seu principal objetivo é destruir os muçulmanos e recapturar Jerusalém. |
| Serdar Deniz                                                     | Titus                                   | Comandante dos Cavaleiros Templários. Procura obsessivamente matar Ertuğrul como vingança por Ertuğrul matando seu irmão mais novo em uma luta justa. |
| Burak Temiz                                                      | Shahzade Yiğit                          | Filho de Shahzade Numan e irmão mais novo de Halime Hatun. |
| Mehmet Emin Inci                                                 | Emir El-Aziz                            | Ayyubid Emir de Aleppo, neto de Salah ad-Din Ayyubi. |
| Gökhan Atalay                                                    | Atabey Şahabeddin                       | O tio do sultão El-Aziz. Vizir de Aleppo. |
| Hamit Demir                                                      | Akçakoca                                | Líder de algumas famílias nômades da tribo Kayi e amiga de Suleyman Shah. |
| Reshad Strik                                                     | Claudius (Ömer)                         | Um grande cavaleiro que foi designado para assassinar Ibn Arabi apenas para se tornar seu pupilo (muçulmano) e depois salva a vida de Ertuğrul. |
| Fahri Öztezcan                                                   | Ilyas Fakih                             | Aprendiz de Ibn Arabi e amigo de Ertuğrul. Mais tarde fica na tribo Kayi, a pedido de Ibn Arabi. |
| Sezgin Erdemir                                                   | Sungurtekin Bey                         | Segundo filho de Suleyman Shah e Hayme Hatun. Ele desapareceu por anos, e sua família achou que ele estava morto, mas depois ele apareceu como o espião do sultão para os mongóis. Mais tarde ele voltou para a tribo depois que os mongóis descobriram que ele era um espião por causa de um traidor. Lados com Gundogdu e não migram com Ertugrul, mas depois se junta a ele para matar Emir Sadeddin Kopek e novamente com Gundogdu para escapar dos mongóis. Tem um filho e uma filha com uma esposa desconhecida.                                                           |
| Erden Alkan                                                      | Candar Bey                              | Líder da tribo Çavdaroğlu. Pai de Aliyar Bey, Ural Bey e Aslihan Hatun. |
| Kürşat Alnıaçık                                                  | Ural Bey                                | Filho mais velho de Candar Bey. Muito ambicioso e fará tudo para conseguir o que quer. |
| Osman Albayrak                                                   | Batuhan Alp                             | O leal Alp de Ural Bey. Mais tarde, ele o traiu quando percebeu que Ural havia quebrado sua promessa para ele. |
| Cem Uçan                                                         | Aliyar Bey                              | Segundo filho de Candar Bey. Piedoso, acadêmico e de cabeça erguida jovem. Arqueiro formidável, bem como um detetive mestre. Forma um vínculo forte e inabalável de irmandade com Ertuğrul. Em batalhas, empunha sua espada e punhal de duas pontas, aparentemente inspirada por Zulfiqar, a lendária espada do Quarto Califa, Hazrat Ali. Tornou-se líder da tribo Cavdar por um curto período de tempo após a morte de seu pai. |
| Gülçin Santırcıoğlu                                              | Çolpan Hatun / Ekaterina                | Esposa de Ural Bey e filha do antigo Tekfur (governador) do Castelo de Karaçahisar. Ela é de origem grega e é um cristão oculto. |
| Mualla Sahin                                                     | Aybüke                                  | Um hatun da tribo Cavdar. A empregada de Çolpan Hatun. |
| Gülsim Ali                                                       | Aslıhan Hatun                           | Irmã mais nova de Ural Bey e Aliyar Bey. Filha mais nova de Candar Bey e líder da tribo Çavdaroğlu após a morte de Aliyar Bey. Mais tarde tornou-se a nova esposa de Turgut Alp. |
| Sedef Sahin                                                      | Maria                                   | Irmã de Simon. Especialista em venenos. Uma dama dos Templários. |
| Lebip Gökhan                                                     | Ustad Simon                             | Proprietário de Hanli Pazar e mestre local e comandante dos Cavaleiros Templários. |
| Çağdaş Onur Öztürk                                               | Vasilius                                | Originalmente comandante militar bizantino, é promovido como Tekfur (governador) do Castelo de Karaçahisar. Obcecado com a ideia de afastar todos os turcos de suas terras. Ele trama quase incessantemente contra Ertuğrul. |
| Gökhan Bekletenler                                               | Haçaturyan Usta                         | Um mineiro de ouro armênio e ferreiro de ouro que se tornou escravo. Libertado por Ertugrul e se tornou seu espião no Castelo de Karacahisar. Uma pessoa boa e espirituosa. |
| Ezgi Esma Kürklü                                                 | Banu Çiçek                              | Um hatun da tribo Dodurga. Uma mulher corajosa e hábil em esgrima. Mais tarde, casa-se com Doğan Alp e torna-se um hatun da tribo Kayı. |
| Burak Hakkı                                                      | Sultan Alaeddin Kayqubad I              | Sultão do Sultanato Seljúcida de Rum que foi seguido pelas tribos turcas da Anatólia. Um sultão altamente respeitado que levou o sultanato ao seu auge. |
| Ayberk Pekcan                                                    | Artuk Bey                               | Um médico experiente da tribo Dodurga. Um dos Beys respeitados e sábios lá. Juntou Ertuğrul e a tribo Kayi na jornada para as fronteiras ocidentais. Ele se tornou o braço direito de Ertuğrul na administração do Hanlı Bazaar e do Castelo de Karacahisar. Ele é muito leal a Ertuğrul e sua causa. |
| Burçin Abdullah                                                  | Hafsa Hatun /Helena                     | Filha do Karacahisar Tekfur (Governador) e veio de uma linhagem nobre. Mais tarde, vive com a tribo Kayi e tornou-se a esposa de Bamsi Beyrek, convertida ao Islã e mudou seu nome para Hafsa. |
| Edip Zeydan                                                      | Dumrul Alp                              | Um dos Alpes mais antigos de Ertuğrul e também amigo e espião de Haçaturyan Usta no Castelo de Karaçahisar. Principalmente batalhas ao lado de Samsa Alp e Günküt Alp. |
| Orhan Kiliç                                                      | Atsız                                   | O protetor de Ertuğrul quando ele se tornou um escravo. Mais tarde, torna-se espião de Ertuğrul no Castelo de Karaçahisar no tempo de Tekfur Ares. Originalmente Seljuk. |
| Melih Özdoğan                                                    | Samsa Alp                               | Um dos Alpes de Tuğtekin e também seu irmão de sangue. Mais tarde ele se tornou um dos Alpes mais antigos de Ertuğrul após a morte de Tuğtekin. Ele é muito leal tanto a Tuğtekin quanto a Ertuğrul. |
| Evren Erler                                                      | Kocabaş                                 | Um dos Alpes de Tuğtekin. Ele é um traidor para os mongóis e frustra muitos dos planos de Ertuğrul antes que ele perceba e decapite ele. |
| Kara Tolga                                                       | Hamza Alp                               | Alp sênior de Gündögdu Bey. Desiludido por mal-entendidos em relação a Gündögdu Bey, ele desertou para Noyan. No entanto, ele se arrepende mais tarde e ajuda Gündögdu Bey a pegar Noyan. |
| Gökhan Oskay                                                     | Kaya Alp                                | Ele era uma tribo nômade Alp de Dodurga e guarda de Korkut Bey. Mais tarde, ele se torna um dos Alpes de Ertuğrul e se juntou a ele na fronteira ocidental após a morte de Tuğtekin. |
| Attila Kiliç                                                     | Bogaç Alp                               | Ele era o leal Alp de Tuğtekin e também seu irmão de sangue e Samsa. No entanto, ele está irritado e inseguro quando Bamsi o bate em uma luta amistosa, se matando. Devido à sua fúria contra Ertuğrul por matar Gümüştekin Bey, ele coopera com o Emir Sadettin Köpek para matar Ertuğrul. |
| Hakan Serim                                                      | Günküt Alp                              | Um dos Alpes seniores de Ertuğrul. Ele gosta de brincar, especialmente com Bamsı Alp e muitas vezes é o destinatário de uma brincadeira amigável. |
| Elif Sümbül Sert                                                 | Amanda                                  | Uma comerciante de perfumes grega em Hanli Pazar, ela também é revelada para ser uma amante e cúmplice de Ural Bey. |
| Oya Unustasi                                                     | Sügay Hatun                             | De uma tribo distante. Ertuğrul a encontrou em luto; ela estava enterrando seu filho. Ela tornou-se mãe leiteira de Osman e viveu na tribo Kayi. |
| Muharrem Özcan                                                   | Tangut                                  | Um mongol. O braço direito de Noyan. Mas depois ele o traiu, querendo ser o comandante das tropas. |
| Evrim Solmaz                                                     | Aytolun Hatun                           | A segunda esposa de Korkut Bey após a morte de Duru Hatun. No entanto, Aytolun assassinou Duru para ser a esposa de Korkut Bey. Irmã de Gümüstekin Bey e tia de Goncagül Hatun. Madrasta de Tuğtekin. Tornou-se a esposa de Korkut Bey apenas para ajudar a missão de astúcia de seu irmão. |
| Zeynep Kiziltan                                                  | Goncagül                                | Filha de Gümüstekin e sobrinha de Aytolun. Envolvida com o pai e a missão secreta da tia. Seu pai quer que ela seja a segunda esposa de Gundoğdu para suavizar sua missão, mas o plano foi cancelado. |
| Mehmet Polat                                                     | Gümüstekin Bey                          | Irmão de Aytolun. Trabalhou para o Sultanato Seljúcida de Rum, especificamente para Sa'd al-Din Köpek / Emir Sadettin Köpek. Quer se tornar um comandante militar de alto escalão dos seljúcidas. |
| Çaglar Yigitogullari                                             | Ulu Bilge Saman                         | O xamã do mongol. Comunica-se com os 'espíritos'. Fiel a Noyan. |
| Firat Topkorur                                                   | Tüccar Hasan / Petrus                   | Originalmente trabalha para o Templário. Coopera com Vasilius para lutar contra Ertuğrul. |
| Cemal Hünal                                                      | Ares / Ahmet                            | O Tekfur (governador) no Castelo de Karaçahisar, o sucessor de Vasilius que foi enviado pelo imperador bizantino. O inimigo de Ertuğrul, que mais tarde se tornou um aliado muçulmano e de Ertuğrul. |
| Arda Öziri                                                       | Göktuğ                                  | Ajuda leal do Emir Sadettin Köpek. |
| Hakan Onat                                                       | Angelos                                 | Um cavaleiro bizantino. Filho do Bilecik Tekfur, Kritos. |
| Hasan Sahinturk                                                  | Bilecik Tekfur Kritos                   | Tekfur (governador) do Bilecik. Buscando vingança em Ertuğrul por matar seu filho. Tentou fazer tudo para impedir que o Ertuğrul migrasse para Söğut. |
| Ertuğrul Postoğlu                                                | Bahadir Bey                             | Tio de Aslihan. O irmão mais novo de Candar Bey. Veterano das guerras no leste. Bey de seu próprio ramo da tribo Çavdar. Queria ser o chefe da tribo de seu irmão mais velho e não se deteria em nada para se tornar o bei de toda a tribo de Çavdar. |
| Gürbey Ileri                                                     | Sancar Bey                              | O filho de Bahadir Bey. Seu comportamento temperamental o fez ser exilado por Ertuğrul. Tem um grande ódio contra Turgut Bey. |
| Sinem Uslu                                                       | Mahperi Hatun                           | Primeira esposa do Sultan Alaeddin e mãe do Príncipe Gıyaseddin. Sua ganância por seu filho se tornar o próximo herdeiro, faz com que ela colabore com Emir Sadettin Köpek. |
| Engin Öztürk                                                     | Günalp                                  | Seu pai, Tayı Bey, era o comandante em chefe, leal ao sultão Alaeddin. Ele, ao lado de sua esposa e tropas, foram mortos por serem leais ao Estado. O Emir Sadettin Köpek "resgatou" Günalp, já que ele foi o único que sobreviveu ao ataque de sua família. Günalp é ferozmente leal ao Estado como seus pais. Ele também é dedicado ao Emir Sadettin Köpek e o considera seu pai. No entanto, ele é completamente inconsciente da verdadeira natureza e dos crimes de Köpek. Mais tarde ele se tornou comandante em chefe de Ertuğrul no Castelo de Karacahisar.               |
| Ogün Kaptanoglu                                                  | Titan                                   | Um cavaleiro bizantino experiente. Enviado pelo Imperador para trabalhar ao lado de Tekfur Ares. |
| Hasan Küçükçetin                                                 | Atabey Altun Aba                        | Servo leal de Mahperi Hatun. O tutor do príncipe Gıyaseddin. Tem a mesma ambição que Mahperi Hatun de fazer o príncipe se tornar o herdeiro aparente. |
| Beyzanur Mete                                                    | Alçiçek                                 | Kayi tenda de empregada. Ajuda Hayme Hatun e Halime Hatun a cuidarem dos filhos de Halime Hatun. |
| Sera Tokdemir                                                    | Marya                                   | Simko, um negociante de escravos, deu-a a Ares como presente, que a causa real que ele lhe deu é espionar Ares. Ela foi resgatada pela tribo Kayi quando eles assumiram o castelo e ela se casou com Artuk Bey. Ela traiu os muçulmanos enviando mensagens secretas para Titã. O Emir Sadettin Köpek ajudou-a a escapar depois de ser pego, em troca, ela teve que espionar o Bilecik Tekfur Kritos. |
| Burak Dakak                                                      | Prince Gıyaseddin                       | O filho mais velho de Sultan Alaeddin com sua esposa Mahperi Hatun. Ele é leal ao Estado (seu pai) e não tem má vontade com seu irmão mais novo e sua mãe. Ele é sensato e sensato. Ele ficou ao lado de Ertuğrul e denunciou o erro de sua mãe. |
| Ali Buhara Mete                                                  | Mergen (formerly Eynece)                | Um mongol que finge ser irmão de Alangoya. Conhecido por sua precisão com o arco e flecha. Ele fugiu quando Alangoya foi morto e mais tarde se tornou muçulmano e espião dos Homens de Barba Branca e Ertuğrul. |
| Hande Soral                                                      | İlbilge Hatun                           | Filha de Umur Begue da tribo Umuroğlu e irmã de Beybolat Bey e Sirma Hatun. Ela é um corajoso hatun, habilidoso em esgrima, fiel ao pai e ao Estado, e sempre buscando justiça. Suas emoções intensas às vezes a levaram a agir irracionalmente. Ela é profundamente apaixonada por Ertuğrul, mas tenta esconder seus sentimentos. Mais tarde, ela foi noiva de Ertuğrul Bey e fica ao lado dele enquanto seu irmão e sua irmã se aliaram aos mongóis. |
| İlker Aksum                                                      | Dragos                                  | Um dos comandantes mais respeitados do bizantino. No entanto, ele traiu e fez sua própria organização secreta, planejando assumir Soğut de Ertuğrul. |
| Dursun Ali Erzincanlı                                            | Imam of Söğüt                           | O piedoso, amado e universalmente reverenciado Imam do principado de Ertugrul; Professor de estudos islâmicos das crianças locais, incluindo Osman. Ele é uma fonte inabalável de orientação e apoio para Ertugrul. |
| Ali Ersan Duru                                                   | Beybolat Bey/Albaştı                    | Filho de Umur Begue e Bey do Umuroğlu após a morte de seu pai. Irmão mais velho de İlbilge Hatun e Sırma Hatun. Sem o conhecimento de Ertuğrul, é um assassino seljúcida que trabalha com os mongóis para acabar com as rebeldes Oğuz Tribes, sob um nome falso Albaştı. Promete matar Ertugrul e seus irmãos e acabar com a tribo Kayi. |
| Unal Silver                                                      | Umur Begue                              | Bey do Umuroğlu. Tarefa dos Seljuks para coletar impostos em Soğut, substituindo Ertugrul, e tem a ambição de se tornar o novo Bey do Principado. Ele é indelicado e rude. Assassinado por Dragos, que em seguida enquadrou Gunduz pelo assassinato, instigando uma enorme divisão entre os Kayi e os Umuroğlus. |
| Öykü Çelik                                                       | Sırma Hatun                             | Filha mais nova de Umur Begue e irmã mais nova de İlbilge e Beybolat. Leal ao irmão dela; sinistra, ambiciosa, vingativa, autoritária, fria e calculada. |
| Ali Savaşçı                                                      | Emir Bahattin                           | O emir de Seljuk em Konya que é um fantoche dos mongóis. Tarefa para recolher impostos e entregar baús secretos para Hülagü Khan. Tem ciúmes do poder de Ertuğrul sobre Soğut e é um adversário que tenta colocar Ertuğrul sob controle. Trabalha em estreita colaboração com os comandantes mongóis e Albaştı para colocar Söğüt no caos; é eventualmente morto pelos mongóis por sua incapacidade de enganar Ertugrul. |
| Halit Özgür Sarı                                                 | Süleyman Alp                            | O mais velho de dois filhos de Gundoğdu e Selcan e primo de Savci, Osman e Gunduz. Morto por Beybolat Bey / Albaştı. |
| Uğur Karabulut                                                   | Uranos                                  | Comandante do Castelo Lefke e outro fantoche de Dragos. Falsamente se revela ser Dragos para Ertuğrul, a fim de prendê-lo. |
| Korel Cezayirli                                                  | Sadrettin Konevi                        | Renomado estudioso e estudante de Ibn Arabi. Um dos rebeldes contra os mongóis e está sob a proteção de Ertuğrul. É muito sábio. |
| Engin Benli                                                      | Commander Alıncak                       | Comandante mais temido do Hülagü Khan. Implacável, sedento de sangue e sem misericórdia. |
| Hüseyin Gülhuy                                                   | Subutay                                 | Comandante do Hülagü Khan. |

## Produção
A série é escrita e produzida por Mehmet Bozdağ e dirigida por Metin Günay. A música temática é de Alpay Göktekin. Ele foi ao ar a partir de 10 de dezembro de 2014 no TRT 1 (Turquia).
Quanto à coreografia do programa, Nomad, a equipe especial de coreografias de filmes como Os Mercenários 2, 47 Ronins e Conan, o Bárbaro, foi convidada para a Turquia. A equipe preparou coreografias especiais para os atores, cavalos e outras cenas.
Existem 25 cavalos no set, atendidos por um veterinário. Todos são mantidos em fazendas de cavalos em Riva. Uma área especial semelhante a um zoológico (mas em menor escala) foi criada para todos os animais que aparecem nas cenas, que incluem carneiros, cabras, rouxinóis e perdizes.
A série de TV é um marco na Turquia no que diz respeito à administração de arte. Cobre e outros acessórios metálicos são acumulados em várias partes da Turquia.
Um representante do TRT afirmou que a série "visa fortalecer o sentimento da nação e do povo turco, ensinando ao público como o Estado turco passou a existir, através de uma combinação de história e entretenimento de qualidade."

## Horário de transmissão
| Temporada   | Horário de exibição   | Início da temporada    | Fim da temporada    | Número de episódios | Canal de TV |
| ----------- | --------------------- | ---------------------- | ------------------- | ------------------- | ----------- |
| Temporada 1 | 19:55                 | 10 de Dezembro de 2014 | 17 de Junho de 2015 | 26                  | TRT 1       |
| Temporada 2 | 19:55                 | 30 de Setembro de 2015 | 8 de Junho de 2016  | 35                  | TRT 1       |
| Temporada 3 | 19:55                 | 26 de Outubro de 2016  | 14 de Junho de 2017 | 30                  | TRT 1       |
| Temporada 4 | 20:00 - 20.30 - 20.45 | 25 de Outubro de 2017  | 6 de Junho de 2018  | 30                  | TRT 1       |
| Temporada 5 | 20:00 - 20.30 - 20.45 | 7 de Novembro de 2018  | 29 de Maio de 2019  | 29                  | TRT 1       |

## Radiodifusão internacional
| País            | Rede                                                                    | Estréia da série               |
| --------------- | ----------------------------------------------------------------------- | ------------------------------ |
| Afeganistão     | Tolo TV                                                                 | Setembro de 2015               |
| Albânia         | TV Klan                                                                 | Outubro de 2015                |
| Algeria         | Echorouk TV                                                             | Outubro de 2017                |
| Arábia Saudita  | Nilesat Arabsat Qatar TV Al Noor TV Al Yarmouk TV Daawa Channel 4Shabab | Janeiro de 2017                |
| Azerbaijão      | ATV                                                                     | Dezembro de 2015               |
| Bangladesh      | Ekushey Television Maasranga Television                                 | Setembro de 2016 Abril de 2017 |
| Chile           | Televisión Nacional de Chile                                            | Fevereiro de 2018              |
| Indonésia       | Trans7                                                                  | Agosto de 2015                 |
| Casaquistão     | Canal 31 Qazaqstan                                                      | Março de 2016 2018             |
| Paquistão       | Hum Sitaray                                                             | Agosto de 2015                 |
| Uzbequistão     | ZO’R TV                                                                 | Junho de 2018                  |
| Chipre do Norte | TRT 1                                                                   | Dezembro de 2014               |
| Tunísia         | Hannibal-TV                                                             | Outubro de 2017                |
| Reino Unido     | Netflix                                                                 | Novembro de 2018               |
| Brasil          | Netflix                                                                 | março de 2019                  |
| Estados Unidos  | Netflix                                                                 | Junho de 2017                  |
| Venezuela       | Venezolana de Televisión                                                | Novembro de 2018               |